# ATP Challenger Contrexéville
Der ATP Challenger Contrexéville (offiziell: Contrexéville Challenger) war ein Tennisturnier, das zwischen 1997 und 2000 in Contrexéville, Frankreich, stattfand. Es gehörte zur ATP Challenger Tour und wurde im Freien auf Sand gespielt.

## Liste der Sieger

### Einzel
| Jahr | Sieger              | Finalgegner        | Ergebnis      |
| ---- | ------------------- | ------------------ | ------------- |
| 2000 | Vincenzo Santopadre | Olivier Patience   | 7:5, 6:2      |
| 1999 | Ronald Agénor       | Gérard Solvès      | 7:6, 6:2      |
| 1998 | Younes El Aynaoui   | Arnaud Di Pasquale | 6:4, 6:7, 6:0 |
| 1997 | Julián Alonso       | Andrea Gaudenzi    | 6:4, 6:3      |

### Doppel
| Jahr | Sieger                         | Finalgegner                        | Ergebnis      |
| ---- | ------------------------------ | ---------------------------------- | ------------- |
| 2000 | Julien Benneteau Nicolas Mahut | Jean-René Lisnard Olivier Patience | 6:3, 7:64     |
| 1999 | Jérôme Hanquez Régis Lavergne  | Rodolphe Gilbert Stéphane Huet     | 6:4, 6:2      |
| 1998 | Diego del Río Martín Rodríguez | Álex López Morón Jairo Velasco Jr. | 7:6, 4:6, 6:4 |
| 1997 | Petr Luxa David Škoch          | Brent Haygarth Greg Van Emburgh    | 6:4, 6:2      |